# Lớp phenol
Trong hóa hữu cơ, lớp phenol, đôi khi gọi là lớp phenolic, là một lớp các hợp chất hữu cơ bao gồm một nhóm hiđroxyl (-O H) gắn với một nhóm hyđrocacbon thơm. Đơn giản nhất trong lớp này là phenol (C6H5OH).

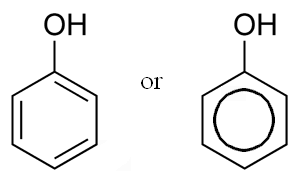
Phenol – thành viên đơn giản nhất của lớp phenol.

Mặc dù tương tự như các hợp chất dạng rượu, nhưng lớp phenol có các thuộc tính duy nhất chỉ chúng có và vì thế không được phân loại như là rượu (do nhóm hiđroxyl không liên kết với nguyên tử cacbon no). Chúng có tính axít tương đối cao do vòng thơm kết hợp mạnh với nguyên tử oxy và liên kết tương đối lỏng lẻo giữa nguyên tử oxy này với nguyên tử hiđrô trong nhóm hiđroxyl. Tính axít của nhóm hiđroxyl trong các phenol nói chung nằm trong khoảng trung gian giữa  các rượu và các axít cacboxylic (pKa của chúng thông thường nằm trong khoảng 10 - 12). Khi bị mất đi ion hiđrô mang điện dương (H+) từ nhóm hiđroxyl thì các phenol tạo thành ion mang điện âm, gọi là phenolat.
Một số phenol có tính chất sát trùng và được sử dụng để điều chế các chất tẩy trùng. Các phenol khác có đặc tính estrogen hay kìm hãm nội tiết tố.

## Tổng hợp các phenol
Một vài phương pháp trong phòng thí nghiệm để tổng hợp các phenol:
- Bằng tái sắp xếp este trong phản ứng tái sắp xếp Fries
- Bằng tái sắp xếp của các N-phenylhiđroxylamin trong tái sắp xếp Bamberger
- Bằng thủy phân các este hay các ête phenolic
- Bằng việc khử các quinon.
- Bằng việc thay thế amin thơm bằng nhóm hiđroxyl với nước và bisulfit natri trong phản ứng Bucherer
- Bằng thủy phân các muối diazoni
- Bằng oligome hóa với fomanđêhít + xúc tác base với epiclorohydrin thành các thành phần nhựa epoxi
- Bằng phản ứng với axeton/các xeton thành bisphenol A, một monome (đơn phân) quan trọng cho các loại nhựa, ví dụ polycacbonat (PC), nhựa epoxi.

## Các phản ứng
Các phenol tham gia một số phản ứng hóa học như:
- Các phản ứng este hóa và tạo ete
- Các phản ứng thế thơm ái lực điện tử do nhóm hiđroxyl là nhóm hoạt hóa, ví dụ tổng hợp các calixaren [1]
- Phản ứng của các naphtol và các hiđrazin cũng như bisulfit natri trong tổng hợp cacbasel Bucherer
- Phản ứng oxy hóa bẻ liên kết, ví dụ bẻ liên kết của 1,2-dihydroxybenzen để trở thành một monometyleste là axít 2,4 hexadienedioic với oxy, chloride đồng trong pyridin [2]
- Khử vòng thơm oxy hóa thành các quinon hay còn gọi là phản ứng Teuber. Tác nhân oxy hóa là muối Fremy [3] và oxon [4]. Trong phản ứng minh họa dưới đây 3,4,5-trimetylphenol phản ứng với singlet oxygen sinh ra từ oxon/cacbonat natri trong hỗn hợp axetonitril/nước thành para-peroxyquinol. Hiđrôperôxít này bị oxy hóa thành quinol với thiosulfat natri.

- Các phenol bị oxy hóa thành các benzendiol trong phản ứng oxy hóa persulfat Elbs
- Các anion phenolat có thể phản ứng trong vai trò của các phối thể với các cation kim loại

## Các hợp chất phenolic
Để có danh sách đầy đủ hơn, xem Thể loại:Lớp phenol
- Phenol – hợp chất cơ bản và đơn giản nhất trong lớp, được sử dụng làm chất tẩy trùng và trong tổng hợp hóa học
- BHT (butylat hiđroxytoluen) một chất chống oxy hóa đồng thời là một phụ gia thực phẩm hòa tan trong chất béo.
- Bisphenol A và các bisphenol khác sản xuất ra từ các xeton và phenol / cresol
- Capsaicin – hợp chất cay có trong ớt
- Chavibetol – từ trầu không, được sử dụng làm chất tạo hương vị
- Các cresol – tìm thấy trong hắc ín than và creosot
- Estradiol / estrogen – các hoóc môn
- Eugenol – thành phần chính trong tinh dầu đinh hương
- Axít gallic – tìm thấy trong mật
- Guaiacol (2-metoxyphenol) – có mùi vị của khói, tìm thấy trong cà phê rang, whisky và khói
- 4-Nonylphenol –sản phẩm phân rã của một số loại thuốc tẩy hữu cơ và nonoxynol-9
- Orthophenyl phenol – một thuốc trừ nấm được sử dụng để tráng ngoài vỏ các loại cam chanh.
- Axít picric (trinitrophenol) – một loại chất nổ
- Phenolphtalein / đỏ phenol / lam bromothymol / thymolphtalein / lam bromophenol – các loại chất chỉ thị pH
- Các polyphenol – ví dụ các flavonoit và các loại tanin
- Xeton mâm xôi – một hợp chất với mùi vị tựa của quả mâm xôi.
- Serotonin / dopamin / adrenalin / noradrenalin - các neurotransmitter tự nhiên
- Thymol (2-Isopropyl-5-metyl phenol) – một chất khử trùng được sử dụng trong các loại nước súc miệng.
- Tyrosin – một amino acid
- Các xylenol

### Dược phẩm
- Các cannabinoit – các thành phần hoạt hóa của gai dầu (Cannabis sativa)
- Dietylstilbestrol – một estrogen tổng hợp với cấu trúc stilben
- L-DOPA – một loại thuốc điều trị bệnh Parkinson
- Metyl salicylat – thành phần chính của tinh dầu các loài cây xanh mùa đông, điển hình là các chi Gaultheria, Pyrola, Orthilia, Moneses và Chimaphila
- Propofol – một chất có tác dụng gây tê, truyền ven và tác dụng ngắn
- Psilocin – một ancaloit gây ảo giác có trong các loài nấm thuộc chi Psilocybe.
- Axít salicylic – một hoóc môn thực vật được sử dụng vì các tính chất giảm đau, hạ sốt và kháng viêm nhiễm của nó, cũng là tiền chất để sản xuất aspirin
- Triclorophenylmetyliodosalicyl – thành phần chính của TCP, một loại chất khử trùng.